# Emily Cheney Neville
Pour les articles homonymes, voir Cheney (homonymie) et Neville.
Emily Cheney Neville (née le 28 décembre 1919 à Manchester dans le Connecticut et morte le 14 décembre 1997 à Keene dans l'État de New York) est une romancière et journaliste américaine, connue pour ses romans pour adolescents, notamment pour  C'est la vie, mon vieux chat (It's Like This, Cat en anglais), récompensé par la Médaille Newbery en 1964.

## Biographie
Après avoir fini ses études à Bryn Mawr College, Emily Cheney travaille comme journaliste à New York : elle est la première copy girl (en) du New York Daily News, puis devient chroniqueuse pour le New York Daily Mirror (en). Elle épouse Glenn Neville, qui travaille également au New York Daily Mirror, avec qui elle a cinq enfants .
L'entrée à l'école de ses enfants lui permet de consacrer deux heures par jour à l'écriture : encouragée par la publication d'une de ses nouvelles, intitulée Cat and I, dans le New York Daily Mirror, elle la propose à l'éditrice Ursula Nordstrom (en), qui l'encourage à en faire un roman pour adolescents. Neville étend sa nouvelle en un roman, C'est la vie, mon vieux chat (It's Like This, Cat en anglais), qui est publié en 1963. Son roman est célébré par la critique pour son originalité : il est écrit à la première personne au présent, dans le style familier du narrateur adolescent. Le livre est également original par sa présentation réaliste de la vie et des problèmes d'un adolescent.
Après la mort de son mari en 1965, Neville reprend des études de droit, et elle est admise au barreau de New York en 1977. Elle a ensuite réparti son temps entre l'écriture de livres et la pratique du droit, notamment en s'engageant dans des organisations de défense des droits civiques.

## Œuvres
- C'est la vie, mon vieux chat, Fernand Nathan, 1968 ((en) It's Like This, Cat, 1963)
- Changement de décor, L'École des loisirs, 1988 ((en) Berries Goodman, 1965)
- (en) The Seventh Street Gang, Harper & Row, 1966
- (en) Traveler from a Small Kingdom, Harper & Row, 1968
- (en) Fogarty, Harper & Row, 1969
- (en) Garden of Broken Glass, Delacorte Press, 1975
- (en) The Bridge, Harper & Row, 1988
- (en) The China Year: A Novel, HarperCollins, 1991